# Hoel de Bretaña

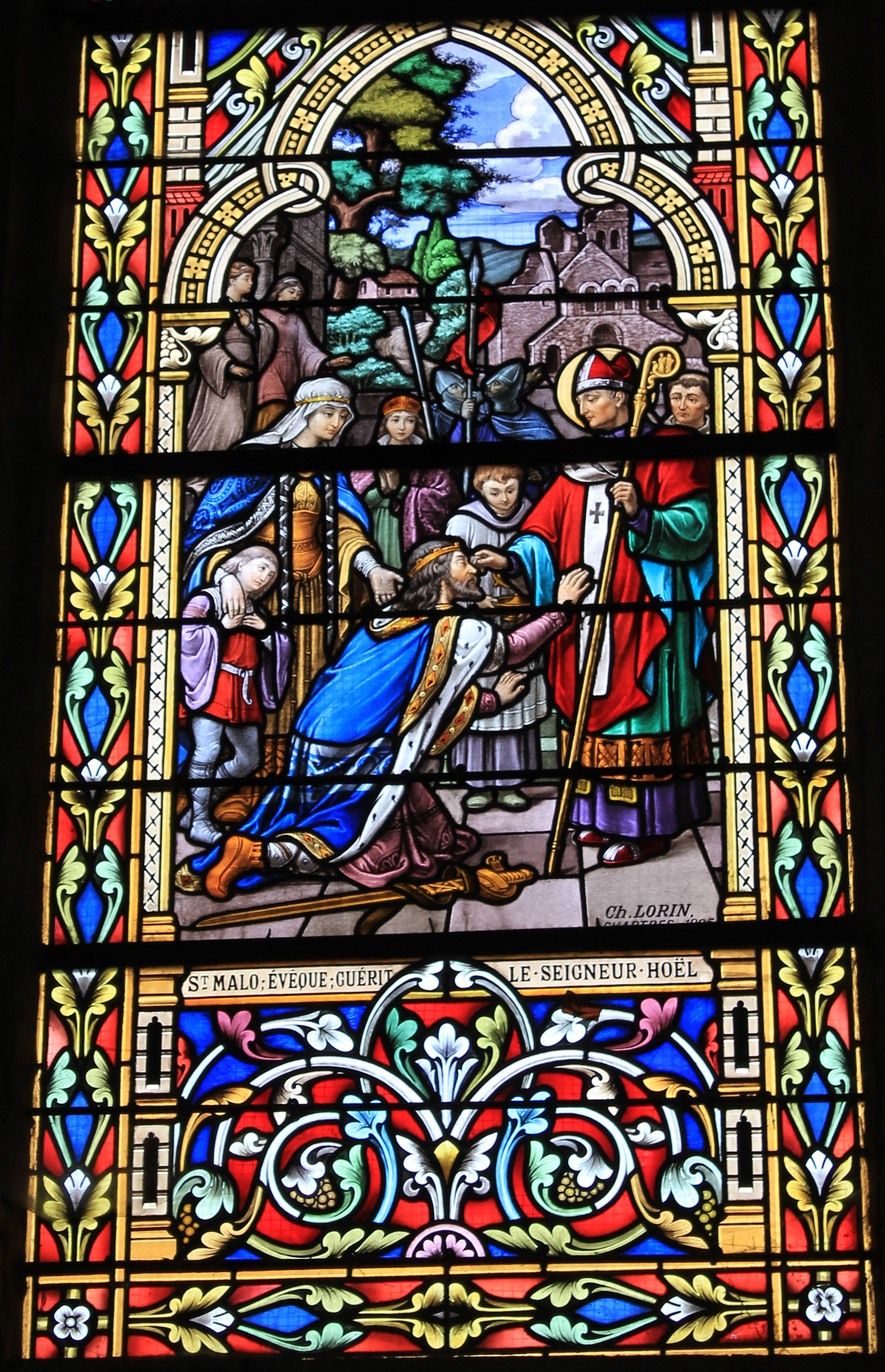
Hoel y San Maclovio representados en un vitral de la Iglesia de Santa Clara (Réguiny).

Hoel o Howel es un rey legendario de Bretaña y uno de los personajes más antiguos de los asociados a la leyenda arturiana. Era hijo del Rey Budic (o Budicio) de Bretaña y uno de los vasallos y aliados reales del rey Arturo de Bretaña. En la literatura galesa, en donde aparece como Howel o Hywel, su padre se llama Emhyr y algunas leyendas cuentan que era el padre de San Tudwal. Fue padre de Sir Kahedin y de Iseo, más conocida como Isolda «la de blancas manos».